# Lago di Loz
Il lago di Loz (pron. Ló) è un piccolo lago alpino situato nei pressi di Valtournenche (Valle d'Aosta).

## Toponimo
La parola loz (pron. fr. Ló) è una contrazione ortografica della parola francese l'eau, che significa "l'acqua".
Secondo la pronuncia del patois valdostano, il toponimo Loz va pronunciato omettendo la "z" finale, quindi "Lò", come per molti altri toponimi e cognomi valdostani e delle regioni limitrofe (la Savoia, l'Alta Savoia e il Vallese) e come i due laghi omofoni situati nei comuni di Chamois (lago di Lod) e Antey-Saint-André (lago di Lod), ma entrambi ortografati Lod.

## Descrizione
Il lago si trova a 1702 m s.l.m. ed ha una superficie di 8,169 km².
A causa della sua limitata estensione il lago non è in grado di ospitare popolazioni stabili di uccelli acquatici, ma è invece un piccolo paradiso naturale per diverse specie appartenenti alla "piccola fauna", tra le quali: libellule, diliti e rane temporarie.

## Fauna
Durante la stagione riproduttiva della rana temporaria (aprile-maggio), si può assistere al deponimento delle uova e di conseguenza al completo ciclo vitale che porterà i girini usciti dalle uova a sviluppare le zampe atte a saltare e i polmoni per respirare fuori dall'acqua, a perdere le code e cambiare regime alimentare, passando da detritivori a carnivori.